# Fahad Khalfan
Fahad Khalvan (Arabic:فهد خلفان) (sinh ngày 21 tháng 8 năm 1990) là một cầu thủ bóng đá người Các Tiểu vương quốc Ả Rập Thống nhất. Hiện tại anh thi đấu cho Shabab Al-Ahli.